# نارکاوانک

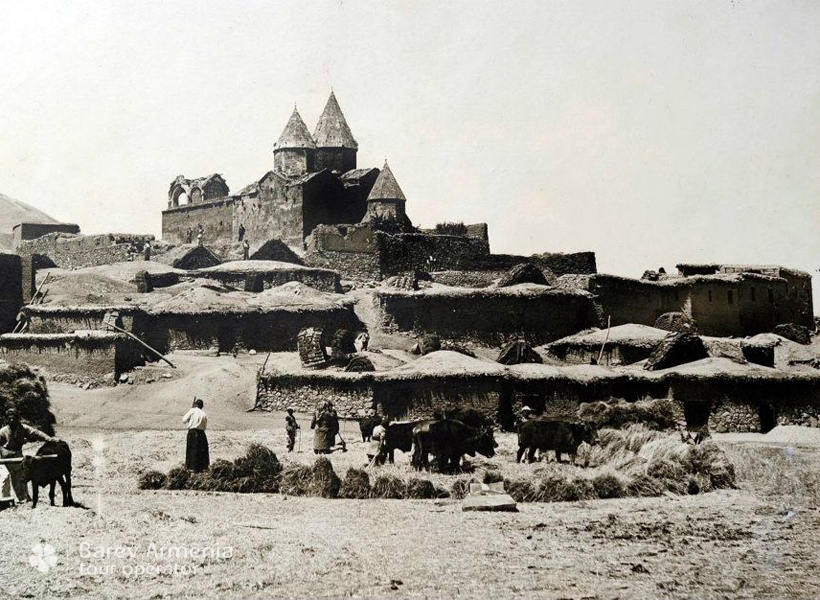
این عکس در سال 1911 توسط به قم‌نگار به نام یوراند لالایان گرفته شده است که دهقانان به طور مستقیم در زیر دیوارهای نارکاوانک میدان درست می کنند.

نارکاوانک (ارمنی: Նարեկավանք; انگلیسی: Narekavank) یک صومعه حواری ارمنی واقع در گواش، در استان وان ترکیه کنونی می‌باشد. ساخت و ساز این ساختمان سده ۱۰ام میلادی به پایان رسید. این بنا به سبک معماری ارمنی طراحی شده‌است.